# (921) Jovita
(921) Jovita ist ein Asteroid des Hauptgürtels, der am 4. September 1919 vom Astronomen K. Reinmuth entdeckt wurde. 
Der Tradition folgend wurde für den Asteroiden ein weiblicher Vorname gewählt. Dieser ist jedoch keiner bestimmten Person zugeordnet.